# Orobanche megalantha
Orobanche megalantha är en snyltrotsväxtart som beskrevs av Harry Sm.. Orobanche megalantha ingår i släktet snyltrötter, och familjen snyltrotsväxter. Inga underarter finns listade i Catalogue of Life.